# Hershey Ridge
Hershey Ridge ist ein niedriger, vereister und rund 50 km langer Gebirgskamm im westantarktischen Marie-Byrd-Land. In den Ford Ranges ragt er mit nordwest-südöstlicher Ausrichtung zwischen dem McKinley Peak und den Haines Mountains auf.
Teilnehmer der zweiten Antarktisexpedition (1933–1935) des US-amerikanischen Polarforschers Richard Evelyn Byrd entdeckten ihn. Namensgeber ist der US-amerikanische Geologe Howard Garland Hershey (1905–2000), Leiter des Iowa Geological Survey ab 1947.